# コロンバス (重巡洋艦)
| 艦歴     | 艦歴                                    |
| -------- | --------------------------------------- |
| 発注     | 1940年9月9日                            |
| 起工     | 1943年6月28日                           |
| 進水     | 1944年11月30日                          |
| 就役     | 1945年6月8日                            |
| 退役     | 1975年1月31日                           |
| 除籍     | 1976年8月9日                            |
| その後   | 1977年10月3日にスクラップとして廃棄     |
| 性能諸元 |                                         |
| 排水量   | 13,600 トン                             |
| 全長     | 674 ft 11 in                            |
| 全幅     | 70 ft 10 in (31.4 m)                    |
| 吃水     | 26 ft 5 in                              |
| 機関     |                                         |
| 最大速   | 32.6 ノット                             |
| 兵員     | 士官、兵員1,906名                       |
| 兵装     | 55口径8インチ砲9門、38口径5インチ砲12門 |
| 搭載機   |                                         |

コロンバス(USS Columbus, CA-74)は、アメリカ海軍の重巡洋艦。ボルチモア級の7番艦。後にミサイル巡洋艦へ改修、オールバニ級ミサイル巡洋艦の3番艦となる。艦名はオハイオ州コロンバスに因む。その名を持つ艦としては3隻目。

## 艦歴
コロンバスは1943年6月28日にマサチューセッツ州クインシーのベスレヘム・スチール社、フォアリバー造船所で起工し、1944年11月30日にE・G・マイヤーズ夫人によって進水する。1945年6月8日にA・ホッブズ艦長の指揮下就役した。

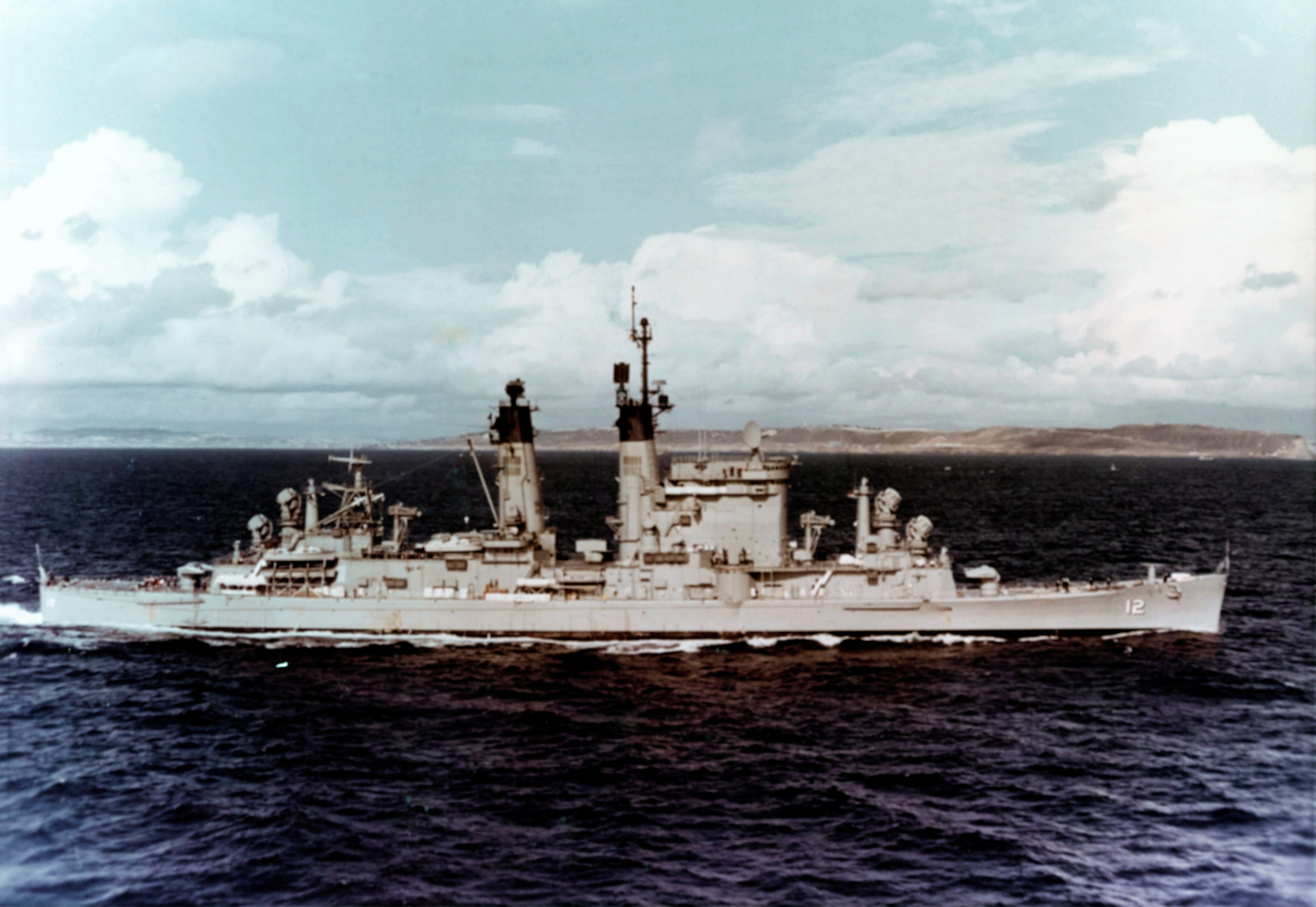
ミサイル巡洋艦に改修後のコロンバス

コロンバスは1975年1月31日に退役、1976年8月9日に除籍され、1977年10月3日にスクラップとして売却された。